# 郑九万
郑九万（1951年6月—）是浙江省永嘉县山坑乡后九鿍村党支部书记。1984年2月加入中国共产党，1986年2月至今先后五次担任村党支部书记。2003、2004年度均被评为山坑乡优秀共产党员。
2005年后，他的经历经过媒体报道后，受到广泛关注。党和国家领导人习近平、曾庆红先后作出批示。郑九成获得永嘉县、温州市“优秀村党支部书记”、“2005感动温州十大人物”、“为民好支书”、“浙江骄傲”、“浙江十大先锋”、“全国优秀共产党员”等荣誉。当选为中国共产党浙江省第十二次党代会代表、中国共产党第十七次全国代表大会代表。

## 事迹
据官方媒体报道，郑九万因连续几个晚上开会商讨高山红柿基地、村康庄工程建设，操劳过度，2005年10月5日凌晨，突发脑血管破裂形成动脉瘤而生命垂危，经碧莲中心卫生院、永嘉县人民医院简短诊治后，即被送往温州市第二人民医院救治，通过两次手术，于2005年12月7日康复回家。官方媒体称在其患病期间，同村村民为其捐款救治，并主动下山到医院看望和照顾，皆因村民感念其为官清廉为民，是村民的“好支书”。

## 影响和后续
此事经官方宣传部门大肆宣传之后，郑九万被媒体称为“为民好书记”，温州市政府甚至为此投资拍摄了所谓非营利性电影《郑九万》。郑九万也因此顺利当选全国人大代表，并携永嘉特产进京与会。后九鿍村更是由一个不为人知，常年乏人问津的小山村，变为一个共产党员教育和参观的基地，当地政府对后九鿍村进行了大量的基础设施建设，包括修通了之前长年未通的公路，电信等等。